# Torneo Competencia 1952
El Torneo Competencia 1952 fue la decimocuarta edición del Torneo Competencia. Compitieron los doce equipos de Primera División. El campeón fue Nacional. La forma de disputa fue de un torneo a una rueda todos contra todos.

## Posiciones

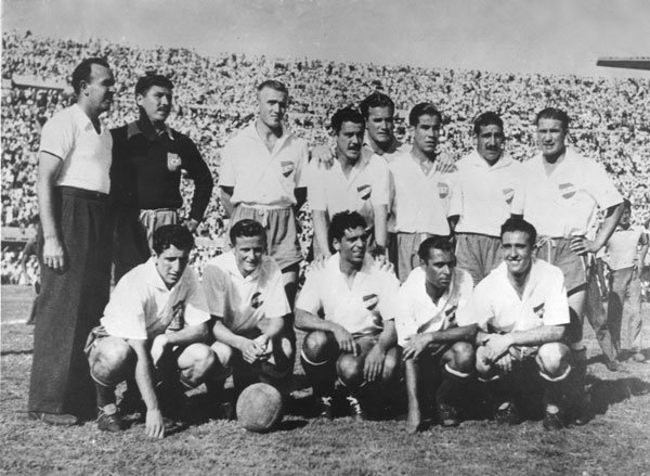
Equipo de Nacional campeón del Torneo Competencia de 1952.

| Puesto | Equipo         | Pts. | PJ | PG | PE | PP | GF | GC | Dif. |
| ------ | -------------- | ---- | -- | -- | -- | -- | -- | -- | ---- |
| 1º     | Nacional       | 20   | 11 | 10 | 0  | 1  | 45 | 11 | 34   |
| 2º     | Peñarol        | 18   | 11 | 8  | 2  | 1  | 41 | 13 | 28   |
| 3º     | Rampla Juniors | 15   | 11 | 7  | 1  | 3  | 30 | 19 | 11   |
| 4º     | Cerro          | 12   | 11 | 5  | 2  | 4  | 26 | 27 | -1   |
| 5º     | Central        | 12   | 11 | 5  | 2  | 4  | 19 | 26 | -7   |
| 6º     | Defensor       | 11   | 11 | 3  | 5  | 3  | 16 | 19 | -3   |
| 7º     | Danubio        | 10   | 11 | 4  | 2  | 5  | 20 | 20 | 0    |
| 8º     | Sud América    | 10   | 11 | 3  | 4  | 4  | 15 | 21 | -6   |
| 9º     | Wanderers      | 8    | 11 | 3  | 2  | 6  | 13 | 26 | -13  |
| 10º    | River Plate    | 7    | 11 | 2  | 3  | 6  | 12 | 20 | -8   |
| 11º    | Fénix          | 6    | 11 | 2  | 2  | 7  | 14 | 36 | -22  |
| 12º    | Liverpool      | 3    | 11 | 0  | 3  | 8  | 11 | 24 | -13  |

| Campeón Nacional 4.to título |

## Resultados
| Wanderers      | 0-0 | River Plate |
| Danubio        | 1-0 | Liverpool   |
| Peñarol        | 2-0 | Nacional    |
| Central        | 3-2 | Cerro       |
| Rampla Juniors | 2-1 | Fénix       |
| Sud América    | 1-0 | Defensor    |

| Nacional       | 2-0 | Sud América |
| River Plate    | 3-1 | Liverpool   |
| Peñarol        | 4-0 | Wanderers   |
| Danubio        | 1-0 | Central     |
| Rampla Juniors | 5-2 | Defensor    |
| Cerro          | 6-3 | Fénix       |

| Rampla Juniors | 2-5 | Peñarol     |
| Nacional       | 7-1 | Fénix       |
| River Plate    | 2-2 | Sud América |
| Wanderers      | 1-0 | Danubio     |
| Defensor       | 2-2 | Cerro       |
| Central        | 3-2 | Liverpool   |

| Nacional  | 6-1 | Liverpool      |
| Cerro     | 2-1 | Rampla Juniors |
| Wanderers | 2-1 | Central        |
| Peñarol   | 4-1 | Danubio        |
| Defensor  | 0-0 | River Plate    |
| Fénix     | 0-0 | Sud América    |

| Peñarol        | 4-1 | Sud América |
| Danubio        | 5-2 | Cerro       |
| Fénix          | 1-0 | River Plate |
| Defensor       | 3-2 | Liverpool   |
| Nacional       | 9-1 | Central     |
| Rampla Juniors | 6-2 | Wanderers   |

| Nacional  | 4-1 | Defensor       |
| Liverpool | 1-1 | Rampla Juniors |
| Peñarol   | 4-1 | River Plate    |
| Central   | 2-1 | Fénix          |
| Cerro     | 3-1 | Wanderers      |
| Danubio   | 2-2 | Sud América    |

| Defensor       | 2-1 | Peñarol     |
| Rampla Juniors | 3-1 | Central     |
| Cerro          | 2-2 | Sud América |
| Nacional       | 2-1 | River Plate |
| Wanderers      | 2-1 | Liverpool   |
| Danubio        | 4-2 | Fénix       |

| Nacional       | 3-2 | Danubio     |
| Defensor       | 1-1 | Wanderers   |
| Peñarol        | 4-2 | Cerro       |
| Rampla Juniors | 4-1 | River Plate |
| Central        | 3-2 | Sud América |
| Fénix          | 1-1 | Liverpool   |

| Peñarol        | 0-0 | Liverpool   |
| Rampla Juniors | 3-0 | Sud América |
| Central        | 2-1 | River Plate |
| Defensor       | 1-1 | Danubio     |
| Nacional       | 4-0 | Cerro       |
| Fénix          | 1-0 | Wanderers   |

| Cerro          | 3-1  | River Plate |
| Nacional       | 6-2  | Wanderers   |
| Rampla Juniors | 3-2  | Danubio     |
| Peñarol        | 11-2 | Fénix       |
| Central        | 1-1  | Defensor    |
| Sud América    | 2-1  | Liverpool   |

| Nacional    | 2-0 | Rampla Juniors |
| Cerro       | 2-1 | Liverpool      |
| Defensor    | 3-1 | Fénix          |
| Central     | 2-2 | Peñarol        |
| River Plate | 2-1 | Danubio        |
| Sud América | 3-2 | Wanderers      |